# K.Will
Kim Hyung Soo (Hangul: 김형수; nascido em 30 de dezembro de 1981), mais conhecido pelo seu nome artístico K.Will (Hangul: 케이윌) é um cantor, treinador vocal, dançarino, compositor e ator sul-coreano.
K.Will se tornou conhecido na Coreia do Sul através de seu single Dream da OST de A Love To Kill, lançado em 2006. Um ano depois de seu single, ele lançou seu primeiro álbum, Left Heart, em 2007. Um mini-álbum titulado Dropping the Tears foi lançado em abril de 2009 e seu segundo álbum de estúdio, Miss, Miss and Miss, foi lançado em novembro do mesmo ano.
K.Will tem uma grande quantidade de colaborações com outros cantores e grupos musicais e em trilhas sonoras de dramas.

## Biografia

### Infância
Depois de terminar o colegial, ele contou para seus pais que queria ser cantor. Ele participou de audições e procurou por compositores para colaborar com ele. Ele trabalhou como um guia vocal e desenvolveu amizades com artistas já conhecidos, como 8Eight, Lim Jeong Hee, SG Wannabe e Sweet Sorrow.

Durante seu trabalho como um guia vocal, K.Will também fez parte de um grupo amador a cappella e performou em concertos de rua em todo o país por dois anos.